# Niphona fasciculata
Niphona fasciculata är en skalbaggsart som först beskrevs av Maurice Pic 1917.  Niphona fasciculata ingår i släktet Niphona och familjen långhorningar.
Artens utbredningsområde är:
- Tibet.
- Laos.

Inga underarter finns listade i Catalogue of Life.